# Licencia Pública Común
En informática, la Licencia Pública Común o LPC (en inglés:Common Public License o CPL) es una licencia de software libre / software de código abierto publicada por IBM para su software . La Free Software Foundation y la Open Source Initiative han aprobado los términos de licencia de la CPL.
La CPL tiene el objetivo declarado de apoyar y fomentar el desarrollo colaborativo de software de código abierto al tiempo que conserva la capacidad de utilizar el contenido CPL con software licenciado bajo otras licencias, incluyendo muchas licencias privativas. La licencia Eclipse (Eclipse Public License, EPL) consiste en una versión ligeramente modificada de la CPL.
La CPL tiene algunos términos que se asemejan a los de la GNU General Public License (GPL), pero existen algunas diferencias claves. Una similitud se refiere a la distribución de una versión modificada del programa de computadora: bajo cualquier licencia (CPL o GPL), es necesario que el código fuente de un programa modificado, se encuentre a disposición de otros.
CPL, como la GNU Lesser General Public License, permite al software licenciado no CPL,  vincular a una biblioteca en CPL sin necesidad de que el código fuente vinculado esté a disposición del titular de la licencia.
CPL carece de compatibilidad con ambas versiones de la GPL porque tiene una sección "Cláusula de opción de ley" en la sección 7, que restringe disputas legales para un determinado tribunal. Otra fuente de incompatibilidad son los requisitos del diferente copyleft
Microsoft ha publicado su Set de herramientas Windows Installer XML (WiX), Windows Template Library (WTL) y el motor FlexWiki bajo licencia CPL como proyectos de Sourceforge.
IBM, junto con varias personas del mundo académico, comenzó los proyectos coin-OR licenciados bajo CPL para proporcionar software libre y de código abierto relacionados con optimización y análisis operacional. La iniciativa llevó a la creación de la Fundación coin-OR.
Para reducir el número de licencias de código abierto, IBM y la Fundación Eclipse, han acordado utilizar solamente la Eclipse Public License en el futuro, lo cual es un paso hacia la reducción de la proliferación de licencias. Open Source Initiative, por tanto, muestra la licencia pública común como obsoleta y sustituida por la EPL.